# Jo Lemaire
Pour les articles homonymes, voir Lemaire.
Jo Lemaire, née à Gembloux en Belgique le 5 janvier 1956, est une chanteuse belge d'expression française. Son plus grand succès est Je suis venue te dire que je m'en vais, reprise de Serge Gainsbourg, qui connut une renommée nationale et européenne en 1981.

## Carrière
La carrière musicale de Jo Lemaire débute à la fin des années 1970, quand elle intègre le groupe Ablaze, formé des frères Ernest et André Hembersin et de Philippe Depireux, son compagnon. C'est avec ce dernier qu'elle fonde ensuite le groupe Jo Lemaire + Flouze, avec lequel elle enregistre un premier album éponyme de musique new wave. Après Precious Time (sorti en 1980), suit l'album Pigmy World avec lequel le groupe rencontre un réel succès. Grâce à sa reprise de Je suis venue te dire que je m'en vais, elle se retrouve en tête du hit-parade tant en Belgique qu'en Europe. Le succès remporté est tel que cette interprétation se retrouve sur une compilation de Gainsbourg : Il les fait chanter, parmi Jane Birkin, Brigitte Bardot et autres interprètes de Gainsbourg.
En 1982, le groupe se sépare et Jo Lemaire continue sa carrière en solo. Elle divorce de Philippe Depireux et s'installe à Bilzen, en province de Limbourg avec son nouveau compagnon Fa Vanham.
Son nouvel album, Concorde (1983), remporte un grand succès, tant en Flandre qu'en Wallonie. Cet album a une face en français et une face en anglais. Un an plus tard, elle sort un deuxième album, sans titre, produit par Jean-Marie Aerts. L'album ne connaît pas de grand succès. Pour la sortie de Stand Up, son troisième album, Jo Lemaire passe de Phonogram Belgique à Polygram International. Elle-même est déçue du résultat. Depuis, sa carrière connaît des hauts et des bas.
Grâce à ses concerts et son multilinguisme, Jo Lemaire a de nombreux fans en Belgique, aux Pays-Bas, en France, au Canada, en Allemagne... 
Elle a participé aux Transmusicales de Rennes, au Printemps de Bourges et au tour Rock en France. 
En 1990, elle sort Duelle, un disque de chansons françaises, qui devient disque d'or en France. La même année, elle sort son premier disque en néerlandais, un CD en hommage à Will Tura, Turalura, sur lequel elle interprète une reprise de ce chanteur : Heimwee naar huis.
Son album Liverpool, sorti en 1994, est enregistré dans la ville du même nom. Elle y chante avec la chanteuse britannique de soul, Carmel, également productrice du disque.
En 1998, elle joue un rôle dans la comédie musicale Brel Blues, un hommage aux chansons de Jacques Brel. La même année, elle enregistre un CD sur lequel figurent ses plus grands succès traduits par des écrivains et musiciens flamands, notamment Wigbert, Geert van Istendael, Benno Barnard. 
Ensuite, lors de ses concerts, elle reprend des titres d'Édith Piaf. Un documentaire et un CD reprennent un de ses concerts. 
En 2000, elle entreprend une tournée dans les écoles flamandes afin d'intéresser les jeunes de manière ludique à la langue française. Deux CD - Éventail Junior -, basés sur les personnages de BD Bob et Bobette, sortent à la suite de cette tournée.
En 2001, elle enregistre avec le producteur Frank Duchêne (ex-Hooverphonic) et les paroliers Michel Bisceglia et Ronny Mosuse l'album Flagrants Délices. Le single La Saison des amours est l'annonciateur de l'album composé de chansons pop acoustiques et de quelques morceaux de big-band.
En 2003, elle publie l'album Jo prend la mer, qui contient la chanson On a tous un voyage écrite par la parolière française Sandrine Roy.
Le 31 janvier 2005, Jo Lemaire se produit au Bozar à Bruxelles en présence de la reine Paola. 
En 2007, elle enregistre une chanson avec Rocco Granata sur l'album La Vie à deux, dont le clip vidéo est enregistré dans un restaurant italien à Merksem.

## Anecdotes
- Jo Lemaire apparaît dans une histoire de la bande dessinée Néron de Marc Sleen, Baraka (1986). Elle figure à la baraque à frites de Néron aux côtés de Pierrot le Menteur.

## Albums
Avec Flouze
- Jo Lemaire & Flouze (1979)
- Precious Time (1980)
- Pigmy World (1981)

En Solo
- Concorde (LP, Vertigo - 1983 - réédité sur cd en 1994)
- Jo Lemaire (LP, Vertigo - 1984)
- Stand up (LP, Mercury - 1987)
- Duelle (cd, WEA - 1990)
- Aujourd'hui (cd, WEA - 1992)
- Liverpool (cd, WEA - 1994)
- Jour et nuit (cd, WEA - 1997)
- Enkelvoud (cd, WEA - 1998)
- Une Vie (cd, Universal - 1999)
- Flagrants Délices (cd, Universal - 2001)
- Jo Prend La Mer (cd, Maestro Music- 2003)

Compilations
- Master Serie (Polygram - 1994)
- Tranches de vie (WEA - 1996)
- Ses Plus Grands Succès (PTB, 1999)
- Master Serie vol II (Universal, 1999)
- La Vie à Deux  (Rocco Granata, 2007)